# Eagle (Aruba)
Eagle – miejscowość (plaats) w strefie Eagle/Paardenbaai, w regionie Oranjestad-West w północno-zachodniej części kraju autonomicznego Aruba, należącego do Holandii, w Ameryce Południowej. 